# Фейрдейл (Пенсільванія)
Фейрдейл (англ. Fairdale) — переписна місцевість (CDP) в США, в окрузі Грін штату Пенсільванія. Населення — 2064 особи (2020).

## Географія
Фейрдейл розташований за координатами 39°53′24″ пн. ш. 79°58′5″ зх. д. / 39.89000° пн. ш. 79.96806° зх. д. (39.890121, -79.968001).  За даними Бюро перепису населення США в 2010 році переписна місцевість мала площу 3,72 км², уся площа — суходіл.

## Демографія
Згідно з переписом 2010 року, у переписній місцевості мешкало 2059 осіб у 927 домогосподарствах у складі 573 родин. Густота населення становила 554 особи/км².  Було 990 помешкань (266/км²).
Расовий склад населення:
| - 98,9 % — білих - 0,3 % — азіатів |

До двох чи більше рас належало 0,6 %. Частка іспаномовних становила 0,4 % від усіх жителів.
За віковим діапазоном населення розподілялося таким чином: 20,3 % — особи молодші 18 років, 60,5 % — особи у віці 18—64 років, 19,2 % — особи у віці 65 років та старші. Медіана віку мешканця становила 44,7 року. На 100 осіб жіночої статі у переписній місцевості припадало 84,2 чоловіків;  на 100 жінок у віці від 18 років та старших — 83,1 чоловіків також старших 18 років.
Середній дохід на одне домашнє господарство  становив 51 491 долар США (медіана — 35 458), а середній дохід на одну сім'ю — 73 754 долари (медіана — 48 750). За межею бідності перебувало 16,1 % осіб, у тому числі 24,8 % дітей у віці до 18 років та 15,7 % осіб у віці 65 років та старших.
Цивільне працевлаштоване населення становило 689 осіб. Основні галузі зайнятості: освіта, охорона здоров'я та соціальна допомога — 27,1 %, сільське господарство, лісництво, риболовля — 19,9 %, роздрібна торгівля — 13,2 %, транспорт — 10,4 %.